# Arto Paasilinna

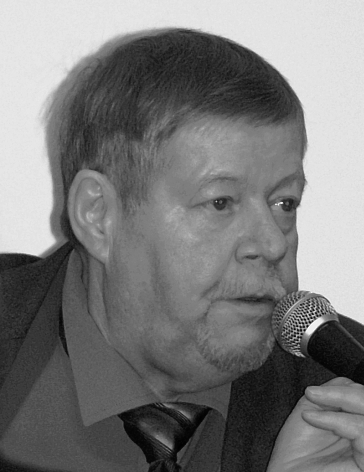
Arto Paasilinna, 2007

Arto Paasilinna (* 20. April 1942 in Kittilä; † 15. Oktober 2018 in Espoo) war ein finnischer Schriftsteller. Er wird häufig als „Meister des skurrilen Humors“ bezeichnet und wurde für seine Bücher mit zahlreichen nationalen und internationalen Literaturpreisen ausgezeichnet. So bekam er z. B. 1998 den Air Inter Prize in Bordeaux und 1994 den Premio Letterario Giuseppe Acerbi.

## Werdegang
Seine Eltern Väinö Paasilinna (ehem. Gullstén) und Hilda Maria (Maija), geb. Niva, arbeiteten bei der Polizei. Paasilinna ist Vater von zwei Kindern, Jyrki Petteri (* 1964) und Janne (* 1967). Er lebte bis zu seinem Tod im Oktober 2018 im südfinnischen Espoo-Westend nahe Helsinki.
Er absolvierte eine Ausbildung bei einer Zeitung und arbeitete dann als Redakteur bei verschiedenen Zeitungen und Zeitschriften. Er hat 36 Romane veröffentlicht, von denen viele verfilmt wurden. Seine Bücher wurden in 35 Sprachen übersetzt.
Die finnische Literaturkritik beachtete ihn lange Zeit nicht, was sich erst änderte, als Paasilinnas Romane auch international, zuerst in Frankreich, populär wurden. Seine Sprache ist einfach, direkt und geprägt durch unverblümt-kräftigen und manchmal schwarzen Humor. Besonderes Augenmerk widmete er seinen Landsleuten und ihren Eigenarten.
Paasilinna pflegte über viele Jahre hinweg eine Veröffentlichungspolitik, nach der regelmäßig pro Jahr ein Buch erschien, meist im finnischen Herbst. Sein Verleger dazu: „Der jährliche Paasilinna ist ein Element des finnischen Herbstes, so wie die fallenden Birkenblätter.“ Mehr als ein Dutzend Romane erschienen in deutscher Übersetzung, einige auch als Hörbücher. Sein bisher erfolgreichstes Buch ist Jäniksen vuosi (Das Jahr des Hasen); es wurde ins Französische, Estnische, Japanische, Niederländische, Englische, Deutsche, Tschechische, Albanische, Isländische, Schwedische, Italienische, Spanische, Hebräische, Ungarische, Dänische, Kroatische, Griechische, Lettische, Litauische, Norwegische, Polnische, Slowenische, Russische und Galicische übersetzt.
Der Autor Erno Paasilinna und der Politiker und Europaabgeordnete Reino Paasilinna waren ältere Brüder von Arto Paasilinna.

## Werke

### Romane
36 Romane im Oktober 2019:
- Operaatio Finlandia. 1972
- Paratiisisaaren vangit. 1974 (deutsch von Regine Pirschel: Vorstandssitzung im Paradies. Bastei Lübbe Verlag, Bergisch Gladbach 2004, ISBN 3-404-92159-3)
- Jäniksen vuosi. 1975 (deutsch von Regine Pirschel: Das Jahr des Hasen. Byblos-Verlag, Berlin 1993, ISBN 3-929029-13-8)
- Onnellinen mies. 1976 (deutsch von Regine Pirschel: Die Rache des glücklichen Mannes. Bastei Lübbe Verlag, Bergisch Gladbach 2002, ISBN 3-404-92118-6)
- Isoisää etsimässä. 1977
- Sotahevonen. 1979 (deutsch von Regine Pirschel: Für eine schlechte Überraschung gut. Lübbe, Köln 2018, ISBN 978-3-431-04101-9)
- Herranen aika. 1980 (deutsch von Regine Pirschel: Im Jenseits ist die Hölle los. editionLübbe, Bergisch Gladbach 2004, ISBN 3-7857-1552-8)
- Ulvova mylläri. 1981 (deutsch von Regine Pirschel: Der heulende Müller. Ehrenwirth, München 1996, ISBN 3-431-03469-1)
- Kultainen nousukas. 1982
- Hirtettyjen kettujen metsä. 1983 (deutsch von Regine Pirschel: Im Wald der gehenkten Füchse. Ehrenwirth, München 2000, ISBN 3-431-03594-9)
- Ukkosenjumalan poika. 1984 (deutsch von Stefan Moster: Der Sohn des Donnergottes. Ehrenwirth, München 1999, ISBN 3-431-03572-8)
- Parasjalkainen laivanvarustaja. 1985 (deutsch von Regine Pirschel: Der Mann mit den schönen Füßen. Ehrenwirth Bergisch Gladbach, Lübbe Köln, 2014, ISBN 978-3-7857-2503-0)
- Vapahtaja Surunen. 1986 (deutsch von Regine Pirschel: Weltretten für Anfänger. Ehrenwirth, Bergisch Gladbach 2016, ISBN 978-3-431-03974-0)
- Koikkalainen kaukaa. 1987
- Suloinen myrkynkeittäjä. 1988 (deutsch von Regine Pirschel: Die Giftköchin. Ehrenwirth, München 1998, ISBN 3-431-03542-6)
- Auta armias. 1989 (deutsch von Regine Pirschel: Der liebe Gott macht blau. editionLübbe, Bergisch Gladbach 2008, ISBN 978-3-7857-1621-2)
- Hurmaava joukkoitsemurha. 1990 (deutsch von Regine Pirschel: Der wunderbare Massenselbstmord. editionLübbe, Bergisch Gladbach 2002, ISBN 3-7857-1534-X)
- Elämä lyhyt, Rytkönen pitkä. 1991 (deutsch von Regine Pirschel: Der Sommer der lachenden Kühe. Ehrenwirth, Bergisch Gladbach 2001, ISBN 3-431-03614-7)
- Maailman paras kylä. 1992 (deutsch von Regine Pirschel: Nördlich des Weltuntergangs. editionLübbe, Bergisch Gladbach 2003, ISBN 3-7857-1543-9)
- Aatami ja Eeva. 1993 (deutsch von Regine Pirschel: Adams Pech, die Welt zu retten. editionLübbe, Bergisch Gladbach 2007, ISBN 978-3-7857-1607-6)
- Volomari Volotisen ensimmäinen vaimo ja muuta vanhaa tavaraa. 1994
- Rovasti Huuskosen petomainen miespalvelija. 1995 (deutsch von Regine Pirschel: Ein Bär im Betstuhl. editionLübbe, Bergisch Gladbach, 2005, ISBN 3-7857-1568-4)
- Lentävä kirvesmies. 1996
- Tuomiopäivän aurinko nousee. 1997 (deutsch von Regine Pirschel: Vom Himmel in die Traufe. Ehrenwirth, Bergisch Gladbach 2010, ISBN 978-3-431-03800-2)
- Hirttämättömien lurjusten yrttitarha. 1998
- Hirnuva maailmanloppu. 1999
- Ihmiskunnan loppulaukka. 2000
- Kymmenen riivinrautaa. 2001 (deutsch von Regine Pirschel: Zehn zärtliche Kratzbürsten. Bastei Lübbe Verlag, Bergisch Gladbach 2008, ISBN 978-3-404-92286-4)
- Liikemies Liljeroosin ilmalaivat. 2003
- Tohelo suojelusenkeli. 2004 (deutsch von Regine Pirschel: Schutzengel mit ohne Flügel. Ehrenwirth, Bergisch Gladbach 2011, ISBN 978-3-431-03827-9)
- Suomalainen kärsäkirja. 2005 (deutsch von Regine Pirschel: Ein Elefant im Mückenland. editionLübbe, Bergisch Gladbach 2006, ISBN 978-3-7857-1577-2)
- Kylmät hermot, kuuma veri. 2006 (deutsch Regine Pirschel: Heißes Blut, kalte Nerven. Ehrenwirth, Bergisch Gladbach 2015. ISBN 978-3-431-03923-8)
- Rietas rukousmylly. 2007 (deutsch von Regine Pirschel: Die wundersame Reise einer finnischen Gebetsmühle. editionLübbe, Bergisch Gladbach 2012, ISBN 978-3-431-03842-2)
- Neitosten karkuretki. 2008
- Elävänä omissa hautajaisissa. 2009
- Laki vaatii vainajia. 2019 (ISBN 978-9-51044385-9)

### Hörbücher
- Die Giftköchin. (gelesen von Gisela Fritsch) Lübbe, Bergisch Gladbach 2003, ISBN 3-7857-1268-5
- Der wunderbare Massenselbstmord. (Hörspiel des WDR) Lübbe, Bergisch Gladbach 2007, ISBN 978-3-7857-3294-6
- Adams Pech, die Welt zu retten. (gelesen von Jürgen von der Lippe) Lübbe, Bergisch Gladbach 2008, ISBN 978-3-7857-3422-3
- Im Jenseits ist die Hölle los. (gelesen von Jürgen von der Lippe) Lübbe, Bergisch Gladbach 2008, ISBN 978-3-7857-3764-4
- Der liebe Gott macht blau. (gelesen von Jürgen von der Lippe) Lübbe, Bergisch Gladbach 2008, ISBN 978-3-7857-3701-9
- Vom Himmel in die Traufe. (gelesen von Jürgen von der Lippe) Lübbe, Bergisch Gladbach 2010, ISBN 978-3-7857-4158-0
- Schutzengel mit ohne Flügel. (gelesen von Jürgen von der Lippe) Lübbe, Bergisch Gladbach 2011, ISBN 978-3-7857-4369-0
- Der wunderbare Massenselbstmord. (gelesen von Jürgen von der Lippe) Lübbe, 2012
- Der Mann mit den schönen Füßen. (gelesen von Jürgen von der Lippe) Lübbe, Köln 2014, ISBN 978-3-7857-4958-6
- Heißes Blut, kalte Nerven. (gelesen von Max Schautzer) Lübbe, Köln 2015, ISBN 978-3-7857-5099-5

### Filme
(größtenteils auf Finnisch, teilweise mit Untertiteln -- weitere Infos bei DFG)
- Jäniksen vuosi (1977) → Das Jahr des Hasen
- Onnellinen mies (1979) → Aus dem Leben eines glücklichen Mannes
- Ulvova mylläri (1982) → Der heulende Müller
- Hirtettyjen kettujen metsä (1986) → Im Wald der gehenkten Füchse
- Suloinen myrkynkeittäjä (1995) → Die Giftköchin
- Elämä lyhyt, Rytkönen pitkä (1996) → Der Sommer der lachenden Kühe
- Hurmaava joukkoitsemurha (2000) → Der wunderbare Massenselbstmord
- Kymmenen riivinrautaa (2002) → Zehn zärtliche Kratzbürsten
- Neitosten karkuretki (2012)

### Theater
- Der wunderbare Massenselbstmord wurde am 4. Mai 2011 im Metropoltheater München als Theaterstück uraufgeführt. Bearbeitung: Katharina Schöfl, Regie: Ulrike Arnold.